# NGC 7732
NGC 7732 este o galaxie situată în constelația Peștii. A fost descoperită în 27 octombrie 1864 de către Albert Marth. Se află la o distanță de 34,2 de megaparseci de Pământ.